# Мар'янов Дмитро Юрійович
Мар'янов Дмитро Юрійович (рос. Марьянов Дмитрий Юрьевич, нар. 1 грудня 1969, Москва, РРФСР — пом. 15 жовтня 2017, Лобня, Московська область, Росія) — радянський, російський актор і телеведучий.

## Життєпис
Народився 1 грудня 1969 р. в Москві.
Закінчив Театральний інститут імені Бориса Щукіна (1992, майстерня Ю. Авшарова).
У 1992—-2003 рр. — актор театру «Ленком».
Актор «Незалежної театрального проекту», театру «Квартет І» (2003—2017).
У кіно дебютував 1986 р. в українському фільмі «Була не була» (реж. В. Федосов, Одеська кіностудія).
Популярність молодому актору принесла головна роль Аліка Радуги в музичному молодіжному телефільмі Одеської кіностудії «Вище Райдуги» (1986, реж. Г. Юнгвальд-Хилькевич).
Зіграв близько вісімдесяти ролей в кінофільмах і серіалах («Любов», «Російський регтайм», «Кава з лимоном», «Графиня де Монсоро» тощо).

## Смерть
15 жовтня 2017 року в підмосковному місті Лобня Мар'янову стало погано, коли він повертався в Москву з дачі на автомобілі. Друзі, що знаходилися з ним у машині зупинилися на пості ГІБДР та у супроводі поліції поїхали в лікарню міста Лобня, оскільки міська служба швидкої медичної допомоги, за деякими даними, була перевантажена. Прибувши на місце, супроводжуючі передавали пацієнта лікарям, які близько 19:30 за московським часом констатували смерть. За словами друзів, ще вранці актор поділився з ними тим, що його турбують болі в нозі і спині, а за кілька годин Мар'янов упав і втратив свідомість. За повідомленнями ЗМІ, причиною смерті став тромб, що відірвався.,.
Похований 18 жовтня 2017 року на Хімкінському цвинтарі Москви.

## Вибрана фільмографія
- «Була не була» (1986, однокласник Сєрова; реж. В. Федосов, Одеська кіностудія)
- «Вище Райдуги» (1986, Алік Радуга; реж. Г. Юнгвальд-Хилькевич, Одеська кіностудія) (озвучує Дмитро Харатьян, співає Володимир Пресняков-мол.)
- «Дорога Олено Сергіївно» (1988, Паша (озвучує Андрій Ташков); реж. Ельдар Рязанов)
- «Любов» (1991, Вадим; реж. В. Тодоровський)
- «Російський регтайм» (1993, Митя; реж. С. Урсуляк)
- «Кава з лимоном» (1994, Ізраїль—Росія)
- «Без зворотної адреси» (1994—1998)
- «Яка дивна гра» (1995, Льова, син начальника прикордонної застави; реж. П. Тодоровський)
- «Графиня де Монсоро» (1997, телесеріал, де Сен-Люк (озвучив Олексій Іващенко)
- «Зміїне джерело» (1997, Андрій)
- «Д. Д. Д. Досьє детектива Дубровського» (1999, телесеріал, снайпер)
- «Затворник» (1999, Толя; реж. Є. Кончаловський)
- «Президент і його онука» (1999, син президента)
- «Бременські музиканти & Co» (2000, Кіт)
- «Маросейка, 12» (2000, Журавльов)
- «Левова частка» (2001, «Лягушонок», колишній спецназівець)
- «Щоденник вбивці» (2002, телесеріал, Сергій Геннадійович/Петро Геннадійович, успішний бізнесмен; реж. Кирило Серебренніков)
- «Театральний роман» (2002, Фома Стриж, режисер)
- «Бульварна палітурка» (2003, Люсьєн)
- «Змішувач» (2003, Костянтин)
- «Весілля Барбі» (2005, Антон Рябов; Росія—Україна)
- «Утьосов. Пісня довжиною у життя» (2006, Ісаак Дунаєвський, композитор)
- «Міраж» (2008, Ловець)
- «Студенти» (2005—2008, телесеріал, Ігор Артем'єв, викладач філософії)
- «День радіо» (2008, діджей Діма)
- «Попелюшка з острова Джерба» (2009, Україна; Ігор Заворотний)
- «Небесний суд» (2011, тіло, для повернення у світ живих)
- «Гра в правду» (2013, Марк Шахін)
- «Особисте життя слідчого Савельєва» (2013, телесеріал, Микола Васильович Савельєв старший слідчий з особливо важливих справ; Україна—Росія)
- «Умільці» (2014, Віктор Альбертович («Чорний»)
- «Злом» (2017) та ін.